# Музей українських старожитностей
Музей українських старожитностей В. В. Тарновського — музей Чернігівського губернського земства, створений в 1902 році в Чернігові на основі приватного зібрання відомого місцевого поміщика, колекціонера і мецената Василя Тарновського.
Разом з іншими міськими музеями в 1923—1925 роках увійшов до складу Чернігівського державного музею.
11 березня 2022 року будівля музею була знищена російськими окупаційними військами внаслідок авіудару.

## Історія

### Колекція Тарновського

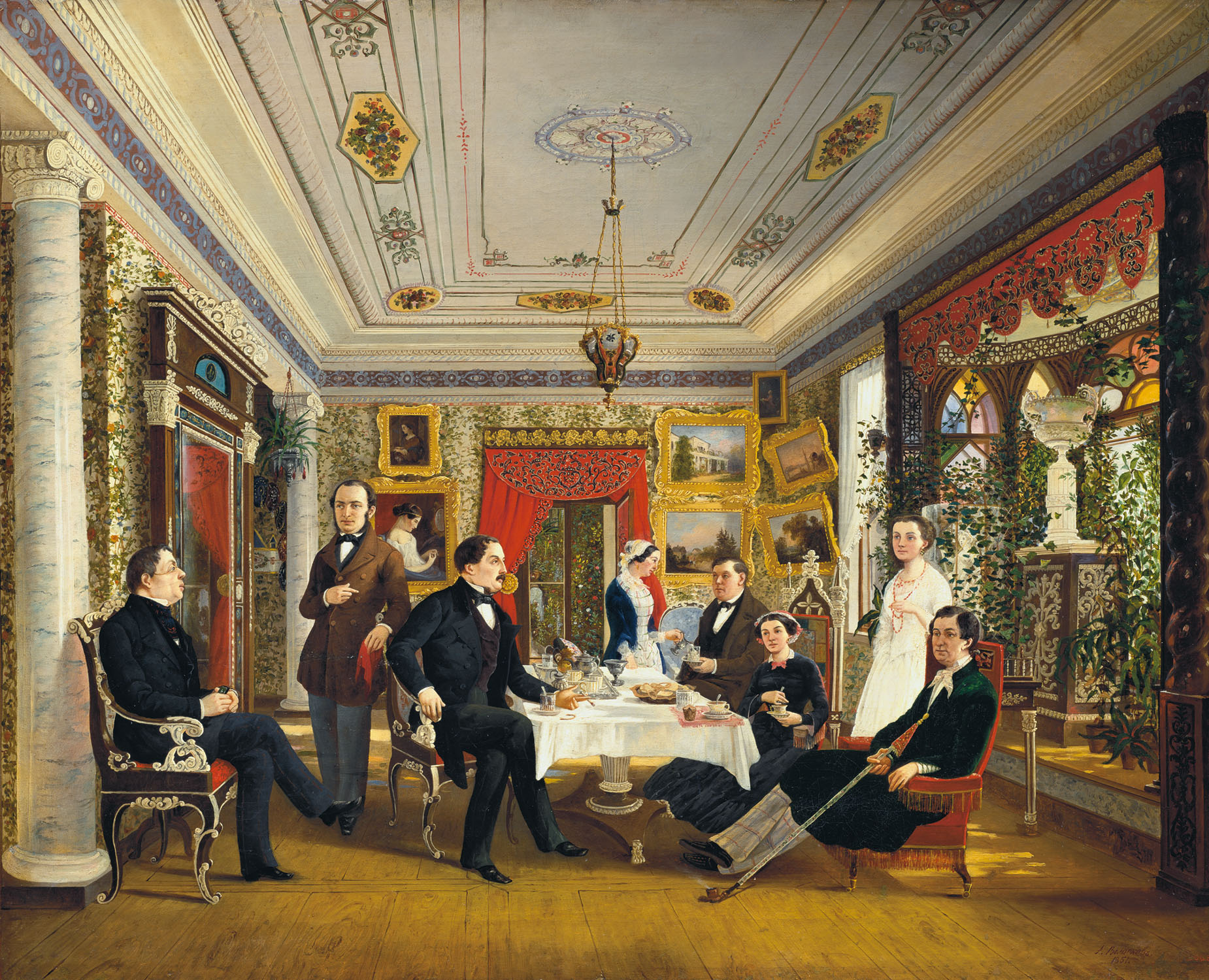
Картина «За чайним столом в Качанівці» (О. Волосков) із зображенням на фоні частини мистецької колекції Г. Тарновського

Першопочатки відомої колекції Тарновських сягають початку XIX століття, коли Григорій Тарновський успадкував Качанівку, і зібрав там відому бібліотеку та колекцію живопису вітчизняних й закордонних митців. Серед інших туди входила і знаменита картина «Катерина» Тараса Шевченка, яку він отримав у подарунок від автора.
Після смерті власника, палац дістався його небіжу Василю Тарновському. Останній був відомим громадським діячем, і саме йому належала ідея створення «малоросійського музеуму», проте яку втілити вдалось лише його сину. Водночас через свою діяльність у нього сформувались значний приватний архів та бібліотека, які пізніше увійшли до складу колекції разом з іншими родинними реліквіями та документами.
Василь Тарновський почав збирати свою колекцію ще в студентські роки сконцентрувавшись переважно на території і пам'ятках Лівобережної України. Як він відзначав в опублікованому в 1898 році її каталозі:
Видаючи каталог моєї колекції, вважаю за потрібне передувати кілька слів про її характер і походження. Ще в молоді роки, років сорок тому, я задався думкою зібрати можливо повну колекцію предметів, що характеризують старовинний побут моєї батьківщини, Малоросії. Так як виконання цього завдання в повному її обсязі не під силу приватному особі, то я за потребою змушений був обмежитися межами тіснішої і найбільш мені близькою території, а саме лівобережної Малоросії.

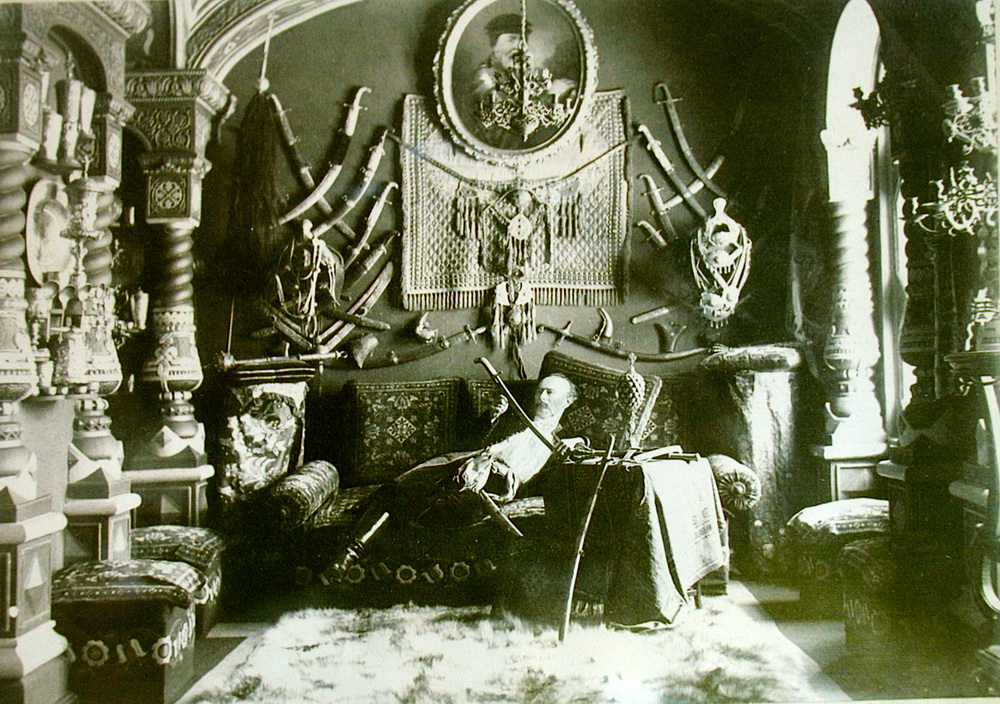
Кабінет-музей В. Тарновського

Вже в 1857 вона набула таких розмірів, що він почав планування будівлі майбутнього музею, надихнувшись тоді новозбудованим «малоросійським будинком» Григорія Галагана в Лебединцях. Проте батько, як співавтор майбутньої реформи, відмовив сина від цієї задумки, передчуваючи погіршення фінансового становища родини.
З 1860 року, за порадою Пантелеймона Куліша, Тарновський почав збирати картинну галерею музею. За неможливості придбати оригінал він замовляв собі копії авторства Гаврила Васька.
Найціннішою частиною колекції була Шевченкіана, яка налічувала 758 експонатів. Хоча особисто вони зустрічались всього кілька разів за життя поета, Василь Васильович залишився його палким шанувальником та до кінця життя збирав пам'ятки і матеріали, пов'язані з ним. Серед них 18 оригіналів листів Тараса Шевченка, близько 30 автографів творів (в тому числі «Щоденник»), понад 20 особистих документів поета. До колекції увійшло понад 80 листів і записів про похорон Шевченка, його особисті речі (мольберт, щогла, палітра, малярський і граверний інвентар, стілець, пляшка, сорочка тощо), посмертна маска і палець, із зачіскою, близько 400 творів Шевченка (серед них 285 малюнків і картин, два альбоми з 50 акварелями, 38 гравюр), 200 зразків іконографії Шевченка, збірка публікацій його творів і публікацій про нього (248 примірників). У 1907 році до музею надійшли автографи поета з архіву «Третього відділу», серед них рукописна збірка «Три літа».

### Становлення музею
На початок 1890-х становище родини колекціонера значно погіршилось, що наштовхнуло його на думку про передачу пам'яток для створення загальнодоступного музею. В 1896 році він написав заяву до Чернігівської губернської земської управи з приводу передачі музею на баланс земства для створення музею. Губернські земські збори в лютому 1897 року ухвалили рішення прийняти подарунок, висловити подяку і підняти клопотання про приміщення та присвоєння музею імені дарувальника, проте через фінансові та бюрократичні перепони відкриття відклалось. Зокрема Тарновський бажав розмістити музею в будинку Мазепи, проте через відмову Міністерства внутрішніх справ перевести свій архів і безкоштовно передати будинок, він був змушений погодитись на виділення іншої будівлі.
13 червня 1899 року Василь Тарновський помер, і за його заповітом колекція повноцінно перейшла до власності земства:
…Колекцію мою малоросійських старожитностей, що складається з оригінальних портретів і копій, бібліотеки книг, що відносяться до Малоросії і інших старовинних речей, а також збори речей паперів, книг і всього що стосується пам'яті поета Шевченка я заповідаю у власність Чернігівському губернському земству, без права відчуження та переміщення їх з міста Чернігова.
Але того ж року частина новообраних гласних намагалася скасувати рішення про прийняття музею, пояснюючи свої дії піклуванням про насущні потреби населення. Проте їх не підтримала ні більшість зборів, ні губернатор Є. Андрієвський. Згодом було ухвалено рішення про розміщення музею в реконструйованому будинку ремісничої майстерні сирітського притулку на Смоленській вулиці. Туди в 1901 році почали перевозити колекцію для облаштування експозиції.
Над упорядкуванням і каталогізацією експонатів музею працювали Борис Грінченко та його дружина Марія Грінченко. 
За п'ять років музею було присвоєно ім'я Тарновського.

### Розформування
Після встановлення радянської влади музей був перейменований в Перший радянський музей, і визнаний установою загальноукраїнського значення. В 1923—1925 роках був об'єднаний разом з іншими чернігівськими музеями в Чернігівський державний музей.
Експонати музею поповнили експозиції та фонди Державного музею Тараса Шевченка в Києві (нині — Національний музей Тараса Шевченка). Колекція автографів передана до відділу рукописів Інституту літератури імені Т. Г. Шевченка АН УРСР. Інші матеріали зараз зберігаються в Чернігівському обласному історичному музеї імені В. В. Тарновського.

### Зруйнування
11 березня 2022 року російські війська зруйнували столітню будівлю, яка раніше витримала обстріли більшовиків у 1918 і 1919 роках, а також пережила бомбардування німецькими нацистами під час Другої світової війни. На територію бібліотеки окупанти скинули 500-кілограмову фугасну бомбу, яка спричинила обвалення стін і внутрішніх перекриттів.